# Jordan Peele
Jordan Haworth Peele (21 de febrer de 1979) és un actor, comediant i cineasta estatunidenc. És conegut pels seus treballs a televisió i cinema en el gènere de terror.
El paper que el va portar a la fama fou el que aconseguí el 2003, quan va ser contractat com a membre del repartiment de la sèrie de skecths de comèdia Mad TV de Fox, en la qual va participar durant cinc temporades, abandonant la sèrie l’any 2008. Els següents anys, ell i el seu freqüent col·laborador de Mad TV, Keegan-Michael Key, van crear i protagonitzar la seva pròpia sèrie de skecths de comèdia de Comedy Central, anomenada Key & Peele (2012-2015). L'any 2014, van aparèixer junts com a agents de l’FBI a la primera temporada de la sèrie d’antologia Fargo de FX. Peele va cocrear la sèrie de comèdia The Last O.G (2018-2022) de TBS i la sèrie de comèdia Weird City (2019) de YouTube Premium. També ha treballat com a host i productor de la tornada de la sèrie d’antologia The Twilight zone (2019-2020) de CBS All Access.
Peele i Key van escriure, produir, i actuar en Keanu (2016) i Peele ha fet d’actor de doblatge a Storks (2016), Captain Underpants: The First Epic Movie (2017), Big Mouth (2017–actualitat) and Toy Story 4 (2019). El seu debut directiu (2017), la pel·lícula de terror Get Out, va ser un èxit tant en la crítica com a taquilla, pel que va rebre nombrosos guardons, incloent l'Oscar a Millor Guió Original, juntament amb nominacions a Millor Pel·lícula i Millor Direcció. Va rebre una altra nominació a Millor Pel·lícula per produir la pel·lícula BlacKkKlansman (2018) de Spike Lee. Va dirigir, escriure i producir l’aclamada pel·lícula de terror Us (2019) i la pel·lícula de terror de ciència-ficció Nope (2022). És el fundador de la companyia de producció cinemàtica i televisiva Monkeypaw Productions.
Al 2017, Peele va ser inclòs a la llista del Time de les 100 persones més influents del món.

## Filmografia

### Cinema
| Any  | Títol                                                       | Actor | Director | Guionista | Productor | Paper                                          | Notes        |
| ---- | ----------------------------------------------------------- | ----- | -------- | --------- | --------- | ---------------------------------------------- | ------------ |
| 2008 | Boner Boyz!                                                 | Sí    | No       | No        | No        | D-Rock Peppers                                 | Curtmetratge |
| 2010 | 3B                                                          | Sí    | No       | No        | No        | Rob                                            | Curtmetratge |
| 2010 | Little Fockers                                              | Sí    | No       | No        | No        | EMT                                            |              |
| 2012 | Wanderlust                                                  | Sí    | No       | No        | No        | Rodney                                         |              |
| 2013 | The Sidekick                                                | Sí    | No       | No        | No        | Sidecar Willy                                  | Curtmetratge |
| 2016 | Keanu                                                       | Sí    | No       | Sí        | Sí        | Rell, Oil Dresden                              |              |
| 2016 | Storks                                                      | Sí    | No       | No        | No        | Beta Wolf (veu)                                |              |
| 2017 | Get Out                                                     | Sí    | Sí       | Sí        | Sí        | Cérvol ferit, Narrador d'UNCF (veus)           |              |
| 2017 | Capità Calçotets (Captain Underpants: The First Epic Movie) | Sí    | No       | No        | No        | Melvin Sneedly (veu)                           |              |
| 2018 | BlacKkKlansman                                              | No    | No       | No        | Sí        | N/D                                            |              |
| 2019 | Us                                                          | Sí    | Sí       | Sí        | Sí        | Conill morint, Narrador de la Fun House (veus) |              |
| 2019 | Toy Story 4                                                 | Sí    | No       | No        | No        | Bunny (veu)                                    |              |
| 2019 | Abruptio                                                    | Sí    | No       | No        | No        | Danny                                          | Filmant      |
| 2020 | Candyman                                                    | No    | No       | Sí        | Sí        | N/D                                            | Pròximament  |